# Thecla minerva
Thecla minerva är en fjärilsart som beskrevs av John Henry Leech 1890. Thecla minerva ingår i släktet Thecla och familjen juvelvingar. Inga underarter finns listade i Catalogue of Life.